# Municipio de Steuben (condado de Warren)
El municipio de Steuben (en inglés, Steuben Township) es una subdivisión administrativa del condado de Warren, Indiana, Estados Unidos. Según el censo de 2020, tiene una población de 493 habitantes.
Abarca una zona mayoritariamente rural, dedicada básicamente a la agricultura.

## Geografía

Un mapa del municipio de Steuben

Está ubicado en las coordenadas 40°15′29″N 87°27′38″O / 40.25806, -87.46056. Según la Oficina del Censo de los Estados Unidos, el municipio tiene una superficie total de 102,50 km², de la cual 102,43 km² corresponden a tierra firme y 0,07 km² es agua.

## Demografía
Según el censo de 2020, hay 493 personas residiendo en la región. La densidad de población es de 4,8 hab./km². El 96,35 % son blancos, el 0,20 % es amerindio, el 0,62 % eran asiáticos, el 0,20 % es de otra raza y el 3,25 % son de una mezcla de razas. Del total de la población, el 1,01 % son hispanos o latinos de cualquier raza.